# Église Saint-Barthélémy de Marne
Pour les articles homonymes, voir Église Saint-Barthélemy.
L’église Saint-Barthélémy (en italien : chiesa di San Bartolomeo di Marne) est une église située dans le hameau de Marne, frazione de la commune de Filago, dans la province de Bergame, en Lombardie.

## Histoire
L'église originelle, de style roman, a été construite dans la première moitié du XIIe siècle. Du bâtiment d'origine ne subsiste que l'abside semi-circulaire de l'église actuelle.
Elle a été rénovée et agrandie aux XIXe et XXe siècles. La partie externe de l'abside est restaurée entre 1984 et 1988.

## Autres images

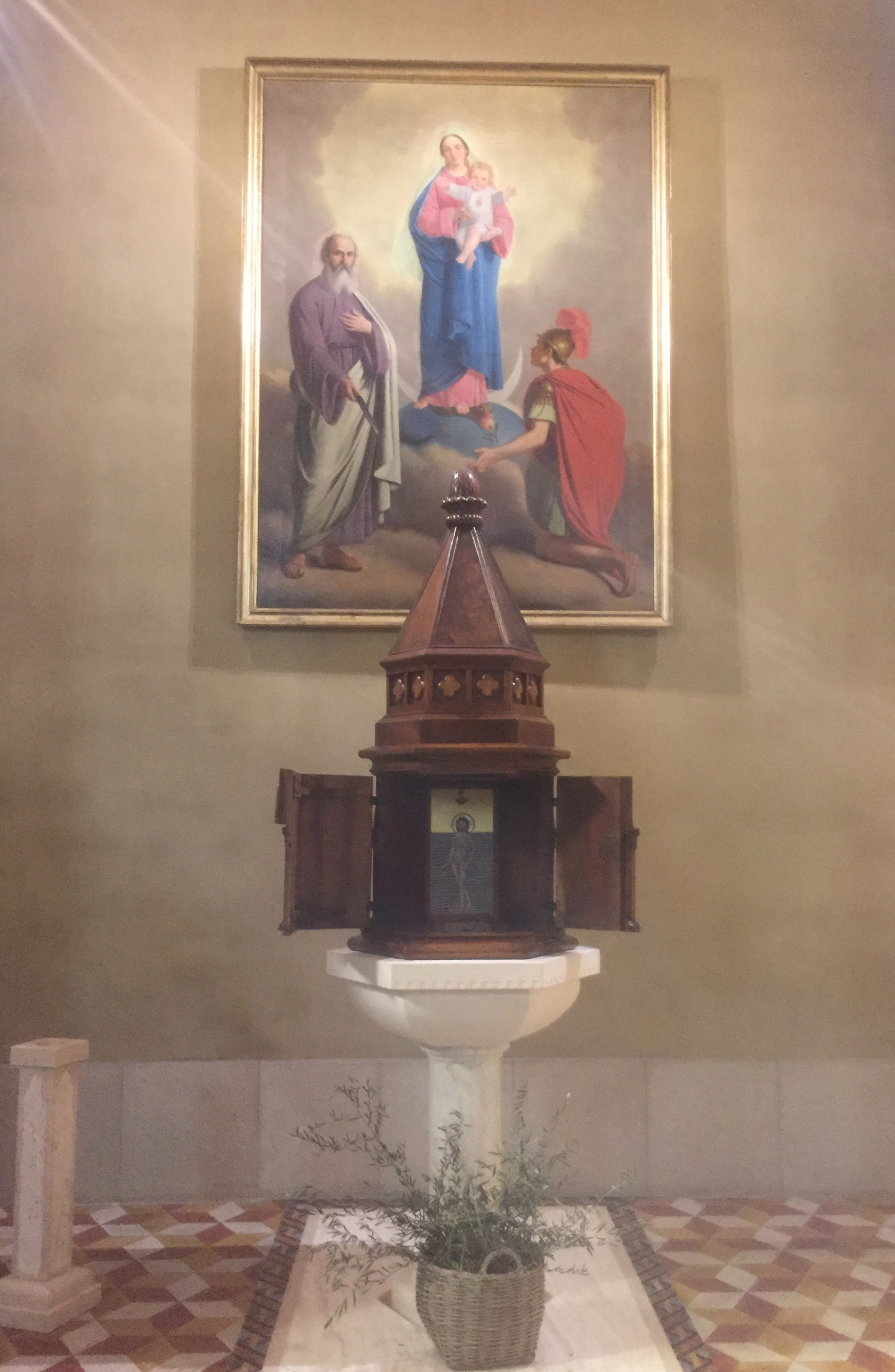
Les fonts baptismaux
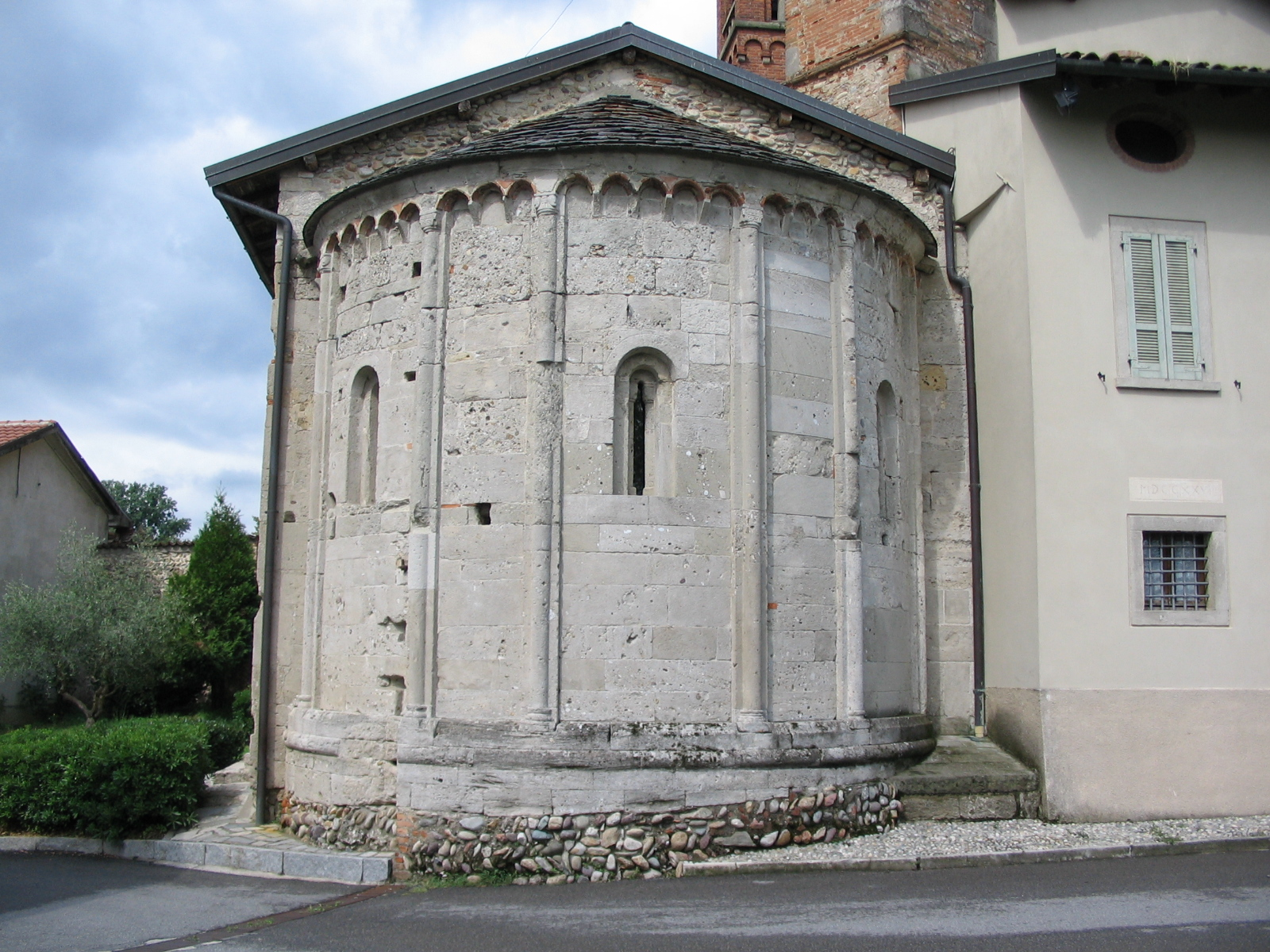
L'abside